# Karlovačka operacija
Karlovačka operacija je naziv za vojnu akciju Jugoslavenske armije provedenu pri samom kraju Drugoga svjetskog rata, od 30. travnja do 6. svibnja 1945. s ciljem zauzimanja Karlovca i omogućivanja prodora Druge armije prema sjeverozapadu Hrvatske i Zagrebu.

## Tijek operacije
U završnim operacijama, poslije forsiranja reke Une, jedinice Druge armije izbile su krajem travnja 1945. godine južno i jugozapadno od Karlovca. Tada je Stožer Druge armije formirao Karlovačku grupu divizija, u kojoj su na nalazile Treća, Četvrta, Deseta i 34. divizija, koja je pridružena iz Četvrtog korpusa JA.
Pred Karlovačkom grupom divizija branila se 104. njemačka divizija, Druga i Četvrta policijska pukovnija, Prva bojna 20. lovačke pukovnije, 96. pionirska bojna i manje snage ustaša. Napadom između rijeka Mrežnice i Korane, 30. travnja, Četvrta divizija potisnula je dijelove 104. divizije, a 1. svibnja prešle su u opći napad i ostale snage Karlovačke grupe divizija. U dvodnevnim borbama, kršeći otpor neprijatelja na uzastopno organiziranim položajima, posebice između rijeka Dobre i Korane, jedinice Karlovačke grupe divizija izbile su pred liniju Brođani, Ladvenjak, Duga Resa, Novigrad na Dobri, Netretić. Noću, s 2. na 3. svibnja produžile su napad na cijeloj bojišnici i 3. svibnja, poslije žestokih borbi, ovladale linijom neprijateljeve obrane.
Krajem dana, krilne divizije obuhvatile su Karlovac. Istočno, Deseta divizija kod Brođana forsirala je Kupu i formirala mostobran, a na zapadu i sjeveru 34. divizija izbila je na Kupu sjeverno od ušća Dobre, napala Ozalj i zauzela ga sutradan. U međuvremenu, Četvrta divizija napredovala je uz teške borbe, i tek noću 5. svibnja, poslije nekoliko juriša, uspjela je odbaciti neprijatelja s linije Turanjska brda, Vinica, Mrežnica u Karlovac. 
Poslije izvršenih priprema, noću s 5. na 6. svibnja, Četvrta i dijelovi Treće i Desete divizije, izvršili su napad na Karlovac. Do jutra su neprijateljske snage u oštrim uličnim borbama bile odbačene u sjeverni dio grada. Da bi osigurao sigurnu odstupnicu ka Zagrebu, odnosno Samoboru, neprijatelj je odbio napade Desete i 34. divizije s istoka, odnosno zapada na komunikaciju Karlovac – Zagreb. Istog dana na pravcu Vukomeričke gorice – Samoborska gora, 23. divizija napala je kod Klinča Sela one neprijateljske dijelove, koji su napuštali područje Karlovca. Noću sa 6. na 7. svibnja, ostale neprijateljske snage napustile su područje Karlovca, dok su njegovi dijelovi u sjevernom dijelu grada iste noći bili uništeni, a Karlovac oslobođen.

## Zločini
Po ulasku partizana u Karlovac početkom 1945., formiran je logor za ratne zarobljenike i civile na Dubovcu. Mnogi su ubijeni i bačeni u masovne grobnice. Iz tog logora dio zarobljenika stočnim vagonima odvezen je na lokaciju Međuvođe - Lužnjak kod rječice Globornice, gdje su nakon izlaska iz vagona likvidirani i bačeni u jame. Smaknuća su obavljana i na području Sjeničaka, u šumi Muljci. 77 osoba je sa šireg područja Ozlja, Ribnika, Vivodine, Krašića i Jaškova dovedeno u svibnju i lipnju 1945. u logor Dubovac, gdje im se gubi svaki trag. Veći broj civila iste godine likvidiran je na području Banskog Kovačevca i Desni Štefanki. Ožujka 2001. Vlada RH Ivice Račana odlučila je istražiti ratne i poratne zločini iz tog razdoblja na ovom području.